# Memcached
Memcached è un sistema cache in RAM a oggetti distribuiti sviluppato da Danga Interactive originariamente per migliorare la velocità di LiveJournal.
Memcached diminuisce il tempo di caricamento delle pagine dei siti web dinamici basati su database mettendo in cache i dati richiesti e riducendo il carico sui server database, l'uso del software è stato, in breve tempo, esteso ad altri CMS fra cui Mediawiki e Joomla!.
È utilizzato da vari siti web come Wikipedia, Facebook, e Zynga. Il supporto memcached è inoltre fornito via API da varie piattaforme quali Google App Engine, Amazon Web Services e Windows Azure.